# Journal of Ornithology
Journal of Ornithology (dawniej niem. Journal für Ornithologie) – czasopismo naukowe publikowane przez Niemieckie Towarzystwo Ornitologiczne (niem. Deutsche Ornithologen-Gesellschaft). Utworzone przez Jeana Cabanisa w 1853 roku, w 1854 stało się oficjalnym czasopismem Niemieckiego Towarzystwa Ornitologicznego.

## Redaktorzy naczelni
- 1853–1893 – Jean Cabanis
- 1894–1921 – Anton Reichenow
- 1922–1955 – Erwin Stresemann
- 1956–1961 – Erwin Stresemann i Günther Niethammer
- 1962–1970 – Günther Niethammer
- 1971–1997 – Einhard Bezzel
- 1997 – Franz Bairlein